# Maratón de Dubái
La Maratón de Dubai, oficialmente y por motivos comerciales Standard Chartered Dubai Marathon, es una maratón que se celebra de forma anual en la ciudad de Dubái en los Emiratos Árabes Unidos. Tiene el patrocinio del banco británico Standard Chartered. 
En varones el keniano Wilson Kibet y el etíope Haile Gebrselassie ganaron este maratón tres veces cada uno. Entre las mujeres, la etíope Aselefech Mergia triunfó tres veces.

## Historia
La carrera se celebra en el mes de enero de cada año, con la primera carrera el 14 de enero del año 2000. En abril de 2007, se anunció que los premios para la carrera de 2008 serían un millón de dólares ofrecidos por la obtención de un récord mundial y $ 250,000 dólares para el primer lugar tanto para hombres como para mujeres, haciendo de este el evento el con mejores premios económicos de todos los maratones.
La carrera de 2008 fue ganada por Haile Gebrselassie con un tiempo de 2:04:53. Este fue el segundo tiempo más rápido registrado para un maratón en ese momento, no lo suficientemente rápido para lograr el récord mundial o el premio del millón de dólares.
La carrera de 2012 demostró ser una de las más rápidas hasta ese momento: un récord de cuatro atletas terminaron en menos de dos horas y cinco minutos. Ayele Abshero ganó con un tiempo récord de 2:04:23 horas, que fue el cuarto más rápido en las listas de todos los tiempos y el tiempo más rápido jamás ejecutado por un atleta que corrió su primer maratón. Los otros finalistas del podio también entraron en el top 10 de todos los tiempos.
El evento de 2013, realizado bajo una fuerte neblina, también fue muy rápido. El ganador, el etíope Lelisa Desisa, ganó en un sprint final en los últimos 200 metros con un tiempo de 2:04:45, liderando por sobre otros cuatro corredores que también terminaron en menos de 2 horas y 5 minutos. En 2016, los primeros tres corredores llegaron en 2:05 horas.
La edición de 2017 tuvo lugar el viernes 20 de enero de 2017. La carrera fue ganada por Tamirat Tola en un tiempo de 2:04.11, que fue un nuevo récord de curso y también el noveno mejor tiempo en la distancia de maratón.
En 2018 fue de un nivel particularmente alto y emocionante. El atleta de 27 años de edad, Mosinet Geremew fue el primero en cruzar la línea de meta, seguido por otros cuatro corredores dentro de ocho segundos. En total, siete corredores registraron menos de las 2:05:00, los primeros seis incluso corrieron dentro de 2:04.
En 2020, los organizadores de la carrera declararon que "no organizarían un maratón/evento de participación masiva de ningún formato en Dubái en enero de 2021" debido a la pandemia de coronavirus.
La edición de 2022 de la carrera se pospuso al 12 de febrero de 2023 debido a la Copa Mundial de la FIFA 2022 organizada por Catar, después de que los organizadores del maratón se dieran cuenta de que la escasez de alojamiento en Catar significaría que muchos aficionados al fútbol planeaban quedarse en Dubái durante el torneo de fútbol, lo que limitaría las opciones de alojamiento y viaje para los maratonianos si la carrera se celebrara durante el torneo.

## Trayecto
El inicio y el final de la competencia están en el Parque Zabeel. El maratón se dirige al Golfo Pérsico, al que se llega después de 5 km. El curso corre directamente a lo largo de la playa de Jumeirah, hasta poco después del parque acuático de Wild Wadi en los hoteles Jumeirah Beach Hotel y el edificio Burj al Arab y se regresa al inicio.

## Palmarés
|  | Mejor registro |

### Hombres

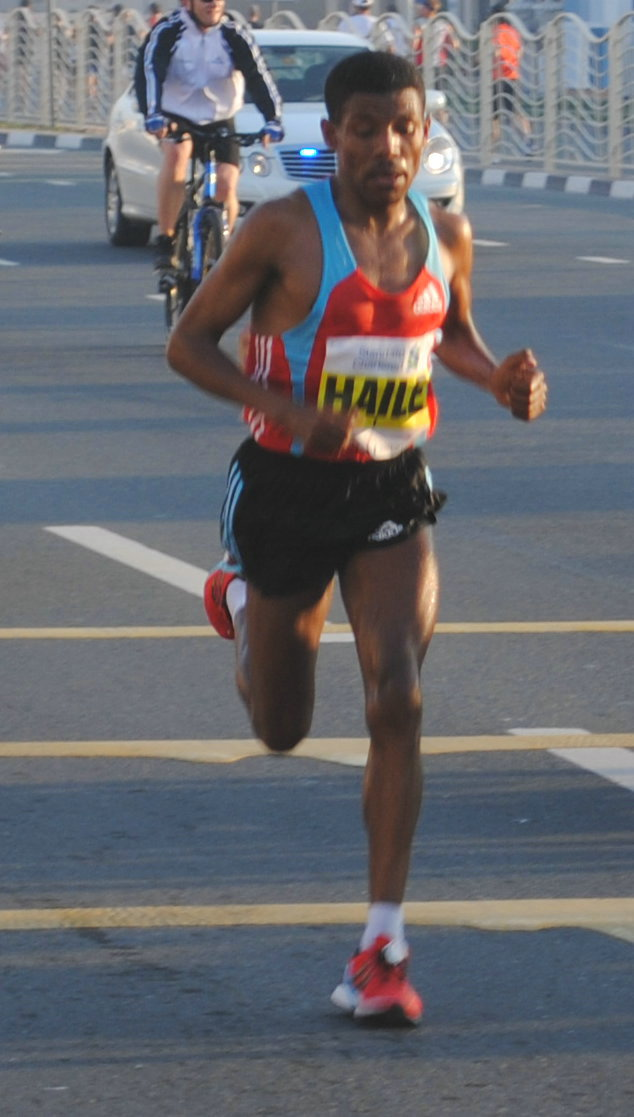
Haile Gebrselassie tres veces vencedor en Dubái.

| Año        | Ganador                                         | Nacionalidad                                    | Registro                                        |
| ---------- | ----------------------------------------------- | ----------------------------------------------- | ----------------------------------------------- |
| 2000       | Wilson Kibet                                    | Kenia                                           | 2 h 12 min 21 seg                               |
| 2001       | Wilson Kibet                                    | Kenia                                           | 2 h 13 min 36                                   |
| 2002       | Wilson Kibet                                    | Kenia                                           | 2 h 13 min 04                                   |
| 2003       | Joseph Kahugu                                   | Kenia                                           | 2 h 09 min 33                                   |
| 2004       | Gashaw Asfaw                                    | Etiopía                                         | 2 h 12 min 49                                   |
| 2005       | Dejene Guta                                     | Etiopía                                         | 2 h 10 min 49                                   |
| 2006       | Joseph Ngeny Kiprotich                          | Kenia                                           | 2 h 13 min 02                                   |
| 2007       | William Todoo Rotich                            | Kenia                                           | 2 h 09 min 53                                   |
| 2008       | Haile Gebrselassie                              | Etiopía                                         | 2 h 04 min 53                                   |
| 2009       | Haile Gebrselassie                              | Etiopía                                         | 2 h 05 min 29                                   |
| 2010       | Haile Gebrselassie                              | Etiopía                                         | 2 h 06 min 09                                   |
| 2011       | David Barmasai                                  | Kenia                                           | 2 h 07 min 18                                   |
| 2012       | Ayele Abshero                                   | Etiopía                                         | 2 h 04 min 23                                   |
| 2013       | Lelisa Desisa                                   | Etiopía                                         | 2 h 04 min 45                                   |
| 2014       | Tsegaye Mekonnen                                | Etiopía                                         | 2 h 04 min 32                                   |
| 2015       | Lemi Berhanu                                    | Etiopía                                         | 2 h 05 min 28                                   |
| 2016       | Tesfaye Abera                                   | Etiopía                                         | 2 h 04 min 24                                   |
| 2017       | Tamirat Tola                                    | Etiopía                                         | 2 h 04 min 11                                   |
| 2018       | Mosinet Geremew                                 | Etiopía                                         | 2 h 04 min 00                                   |
| 2019       | Getaneh Molla                                   | Etiopía                                         | 2 h 03 min 34                                   |
| 24-01-2020 | Olika Adugna                                    | Etiopía                                         | 2 h 06 min 15                                   |
| 2021       | no disputada por la pandemia de COVID-19        | no disputada por la pandemia de COVID-19        | no disputada por la pandemia de COVID-19        |
| 10-12-2022 | pospuesta por la Copa Mundial de Fútbol de 2022 | pospuesta por la Copa Mundial de Fútbol de 2022 | pospuesta por la Copa Mundial de Fútbol de 2022 |
| 12-02-2023 | Abdisa Tola                                     | Etiopía                                         | 2 h 05 min 42                                   |

### Mujeres

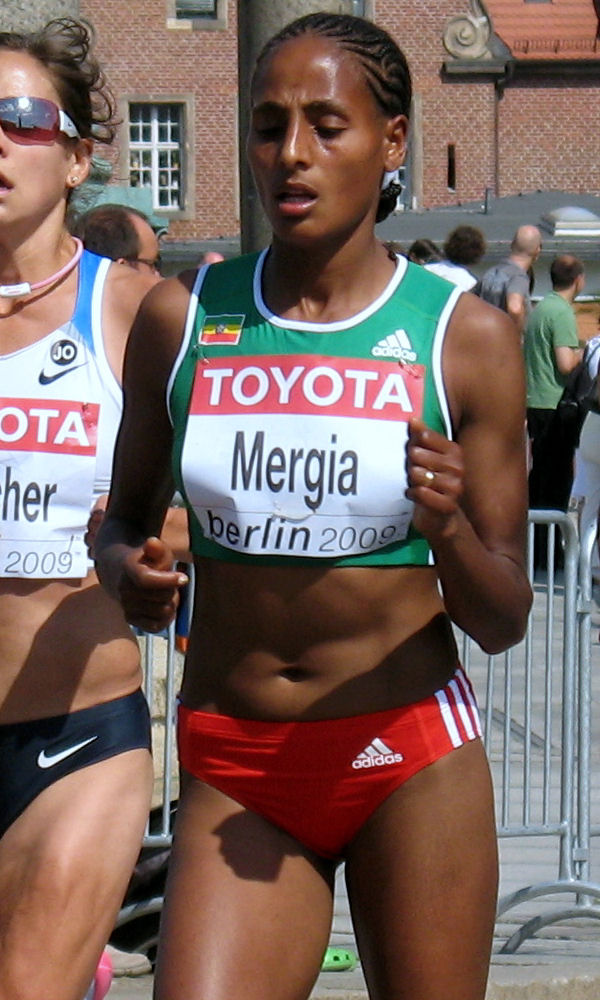
Aselefech Mergia tres veces vencedora en Dubái.

| Año        | Ganador                                         | Nacionalidad                                    | Registro                                        |
| ---------- | ----------------------------------------------- | ----------------------------------------------- | ----------------------------------------------- |
| 2000       | Ramilya Burangulova                             | Rusia                                           | 2 h 40 min 22 seg                               |
| 2001       | Ramilya Burangulova                             | Rusia                                           | 2 h 37 min 07                                   |
| 2002       | Albina Ivanova                                  | Rusia                                           | 2 h 33 min 31                                   |
| 2003       | Irina Permitina                                 | Rusia                                           | 2 h 36 min 26                                   |
| 2004       | Leila Aman                                      | Etiopía                                         | 2 h 42 min 36                                   |
| 2005       | Diribe Hunde                                    | Etiopía                                         | 2 h 39 min 08                                   |
| 2006       | Delilah Asiago                                  | Kenia                                           | 2 h 43 min 09                                   |
| 2007       | Askale Tafa                                     | Etiopía                                         | 2 h 27 min 19                                   |
| 2008       | Berhane Adere                                   | Etiopía                                         | 2 h 22 min 42                                   |
| 2009       | Bezunesh Bekele                                 | Etiopía                                         | 2 h 24 min 02                                   |
| 2010       | Mamitu Daska Molisa                             | Etiopía                                         | 2 h 24 min 19                                   |
| 2011       | Aselefech Mergia                                | Etiopía                                         | 2 h 22 min 45                                   |
| 2012       | Aselefech Mergia                                | Etiopía                                         | 2 h 19 min 31                                   |
| 2013       | Tirfi Tsegaye                                   | Etiopía                                         | 2 h 23 min 23                                   |
| 2014       | Mula Seboka                                     | Etiopía                                         | 2 h 25 min 01                                   |
| 2015       | Aselefech Mergia                                | Etiopía                                         | 2 h 20 min 02                                   |
| 2016       | Tirfi Tsegaye                                   | Etiopía                                         | 2 h 19 min 41                                   |
| 2017       | Worknesh Degefa                                 | Etiopía                                         | 2 h 22 min 36                                   |
| 2018       | Roza Dereje                                     | Etiopía                                         | 2 h 19 min 17                                   |
| 2019       | Ruth Chepngetich                                | Kenia                                           | 2 h 17 min 08                                   |
| 24-01-2020 | Worknesh Degefa                                 | Etiopía                                         | 2 h 19 min 38                                   |
| 2021       | no disputada por la pandemia de COVID-19        | no disputada por la pandemia de COVID-19        | no disputada por la pandemia de COVID-19        |
| 10-12-2022 | pospuesta por la Copa Mundial de Fútbol de 2022 | pospuesta por la Copa Mundial de Fútbol de 2022 | pospuesta por la Copa Mundial de Fútbol de 2022 |
| 12-02-2023 | Dera Dida                                       | Etiopía                                         | 2 h 21 min 11                                   |